# Georges Niang
Pour les articles homonymes, voir Niang.
Georges Niang, né le 17 juin 1993 à Lawrence dans le Massachusetts, est un joueur sénégalo-américain de basket-ball évoluant au poste d'ailier fort.

## Biographie

### Carrière universitaire
Entre 2012 et 2016, il joue pour les Cyclones de l'Université d'État de l'Iowa.

### Carrière professionnelle

#### Pacers de l'Indiana (2016-2017)
Le 23 juin 2016, Niang est sélectionné en 50ème choix à la Draft 2016 de la NBA par les Pacers de l'Indiana . Il a rejoint l'équipe pour la NBA Summer League où son jeu précoce a attiré les éloges de Larry Bird. Le 11 juillet 2016, il signe un contrat avec les Pacers.
Durant la saison 2016-2017, il est envoyé plusieurs fois chez les Mad Ants de Fort Wayne en G-League.
Le 16 juillet 2017, il devient agent libre.

#### Warriors de Santa Cruz (2017-2018)
Le 14 août 2017, il signe un contrat avec les Warriors de Golden State. Le 14 octobre 2017, il n'est pas conservé dans l'effectif qui démarrer la saison NBA 2017-2018.
Le 22 octobre 2017, il intègre les Warriors de Santa Cruz, l'équipe de G-League affiliée aux Warriors de Golden State.

#### Jazz de l'Utah (janvier 2018-2021)
Le 14 janvier 2018, il arrive au Jazz de l'Utah via un un two-way contract  et intègre son équipe de G-League les Stars de Salt Lake City. Le 14 juillet 2018, il signe finalement un contrat de trois ans avec le Jazz de l'Utah.

#### 76ers de Philadelphie (2021-2023)
En août 2021, il signe un contrat de deux saisons en faveur des 76ers de Philadelphie.

#### Cavaliers de Cleveland (2023-2025)
En juillet 2023, il signe aux Cavaliers de Cleveland via un contrat de 26 millions de dollars sur trois saisons. 

#### Hawks d'Atlanta (2025)
Le 6 février 2025, il est envoyé, avec Caris LeVert, aux Hawks d'Atlanta en échange de De'Andre Hunter.

#### Retour au Jazz de l'Utah (depuis 2025)
En juin 2025, il est de nouveau transféré, en direction des Celtics de Boston. Début août 2025, il est transféré au Jazz de l'Utah.

## Palmarès

### Universitaire
- Consensus second-team All-American (2016)
- Third-team All-American – AP, NABC (2015)
- Karl Malone Award (2016)
- 2× First-team All-Big 12 (2015, 2016)
- Third-team All-Big 12 (2014)
- Big 12 Tournament MVP (2015)
- Big 12 All-Rookie team (2013)

### Professionnel
- First-team All NBA G League (2018)

## Statistiques

### Universitaires
Les statistiques en matchs universitaires de Georges Niang sont les suivantes :
| Saison    | Équipe     | Matchs | Titul. | Min./m | % Tir | % 3pts | % LF | Rbds/m. | Pass/m. | Int/m. | Ctr/m. | Pts/m. |
| --------- | ---------- | ------ | ------ | ------ | ----- | ------ | ---- | ------- | ------- | ------ | ------ | ------ |
| 2012-2013 | Iowa State | 35     | 23     | 25,1   | 51,5  | 39,2   | 70,0 | 4,57    | 1,83    | 0,66   | 0,23   | 12,06  |
| 2013-2014 | Iowa State | 34     | 34     | 30,1   | 47,4  | 32,7   | 72,1 | 4,47    | 3,62    | 0,62   | 0,62   | 16,68  |
| 2014-2015 | Iowa State | 34     | 34     | 30,7   | 46,1  | 40,0   | 80,8 | 5,41    | 3,44    | 0,50   | 0,47   | 15,32  |
| 2015-2016 | Iowa State | 35     | 35     | 33,2   | 54,6  | 39,2   | 80,7 | 6,23    | 3,34    | 0,89   | 0,63   | 20,51  |
| Total     | Total      | 138    | 126    | 29,8   | 50,0  | 37,5   | 76,3 | 5,17    | 3,05    | 0,67   | 0,49   | 16,14  |

### Professionnelles

#### Saison régulière NBA
| Saison    | Équipe       | Matchs | Titul. | Min./m | % Tir | % 3pts | % LF  | Rbds/m. | Pass/m. | Int/m. | Ctr/m. | Pts/m. |
| --------- | ------------ | ------ | ------ | ------ | ----- | ------ | ----- | ------- | ------- | ------ | ------ | ------ |
| 2016-2017 | Indiana      | 23     | 0      | 4,0    | 25,0  | 8,3    | 100,0 | 0,74    | 0,22    | 0,13   | 0,00   | 0,91   |
| 2017-2018 | Utah         | 9      | 0      | 3,5    | 36,4  | 0,0    | 50,0  | 1,00    | 0,33    | 0,22   | 0,00   | 1,00   |
| 2018-2019 | Utah         | 59     | 0      | 8,8    | 47,5  | 41,0   | 83,3  | 1,47    | 0,59    | 0,17   | 0,10   | 3,98   |
| 2019-2020 | Utah         | 66     | 1      | 14,0   | 43,8  | 40,0   | 83,3  | 1,92    | 0,67    | 0,27   | 0,08   | 5,94   |
| 2020-2021 | Utah         | 72     | 10     | 16,0   | 43,7  | 42,5   | 95,7  | 2,44    | 0,82    | 0,35   | 0,11   | 6,94   |
| 2021-2022 | Philadelphie | 76     | 7      | 22,8   | 43,7  | 40,3   | 88,1  | 2,67    | 1,34    | 0,39   | 0,17   | 9,21   |
| 2022-2023 | Philadelphie | 78     | 1      | 19,4   | 44,2  | 40,1   | 86,7  | 2,37    | 0,99    | 0,38   | 0,18   | 8,17   |
| 2023-2024 | Cleveland    | 82     | 10     | 22,3   | 44,9  | 37,6   | 85,0  | 3,39    | 1,20    | 0,37   | 0,22   | 9,37   |
| Total     | Total        | 465    | 29     | 16,8   | 44,1  | 39,7   | 86,6  | 2,33    | 0,91    | 0,32   | 0,14   | 7,02   |

Mise à jour le 23 mai 2024

#### Playoffs NBA
| Saison | Équipe       | Matchs | Titul. | Min./m | % Tir | % 3pts | % LF  | Rbds/m. | Pass/m. | Int/m. | Ctr/m. | Pts/m. |
| ------ | ------------ | ------ | ------ | ------ | ----- | ------ | ----- | ------- | ------- | ------ | ------ | ------ |
| 2019   | Utah         | 5      | 0      | 11,0   | 40,9  | 30,8   | –     | 2,80    | 1,00    | 0,20   | 0,20   | 4,40   |
| 2020   | Utah         | 7      | 0      | 16,3   | 50,0  | 41,4   | 100,0 | 2,14    | 0,57    | 0,00   | 0,14   | 8,29   |
| 2021   | Utah         | 11     | 0      | 11,7   | 28,2  | 30,0   | 100,0 | 1,73    | 0,73    | 0,00   | 0,09   | 3,18   |
| 2022   | Philadelphie | 12     | 0      | 16,5   | 41,7  | 37,2   | 100,0 | 1,50    | 0,92    | 0,25   | 0,00   | 4,83   |
| 2023   | Philadelphie | 11     | 0      | 14,3   | 50,0  | 46,2   | –     | 0,36    | 0,18    | 0,00   | 0,18   | 4,36   |
| 2024   | Cleveland    | 10     | 0      | 12,1   | 22,0  | 13,0   | 87,5  | 1,20    | 0,40    | 0,40   | 0,20   | 2,80   |
| Total  | Total        | 56     | 0      | 13,8   | 38,7  | 34,1   | 93,8  | 1,46    | 0,61    | 0,14   | 0,12   | 4,45   |

Mise à jour le 23 mai 2024

## Records sur une rencontre en NBA
Les records personnels de Georges Niang en NBA sont les suivants, :
| Type de statistique        | Saison régulière | Saison régulière                | Saison régulière  | Playoffs | Playoffs                  | Playoffs      |
| Type de statistique        | Record           | Adversaire                      | Date              | Record   | Adversaire                | Date          |
| -------------------------- | ---------------- | ------------------------------- | ----------------- | -------- | ------------------------- | ------------- |
| Points                     | 33               | Bucks de Milwaukee              | 17 janvier 2024   | 16       | Nuggets de Denver         | 21 août 2020  |
| Paniers marqués            | 13               | Bucks de Milwaukee              | 17 janvier 2024   | 6        | Nuggets de Denver         | 21 août 2020  |
| Paniers tentés             | 21               | @ Clippers de Los Angeles       | 10 avril 2019     | 10       | @ Nuggets de Denver       | 19 août 2020  |
| Paniers à 3 points réussis | 7                | 3 fois                          | 3 fois            | 4        | Nuggets de Denver         | 21 août 2020  |
| Paniers à 3 points tentés  | 14               | Pistons de Détroit              | 23 février 2025   | 7        | @ Heat de Miami           | 2 mai 2022    |
| Lancers francs réussis     | 4                | 11 fois                         | 11 fois           | 4        | @ Celtics de Boston       | 7 mai 2024    |
| Lancers francs tentés      | 5                | Trail Blazers de Portland       | 1er novembre 2021 | 4        | 2 fois                    | 2 fois        |
| Rebonds offensifs          | 3                | 3 fois                          | 3 fois            | 3        | @ Raptors de Toronto      | 28 avril 2022 |
| Rebonds défensifs          | 10               | 2 fois                          | 2 fois            | 7        | Rockets de Houston        | 20 avril 2019 |
| Rebonds totaux             | 10               | 3 fois                          | 3 fois            | 7        | 2 fois                    | 2 fois        |
| Passes décisives           | 6                | Pelicans de La Nouvelle-Orléans | 25 janvier 2022   | 3        | 2 fois                    | 2 fois        |
| Interceptions              | 4                | @ Pacers de l'Indiana           | 13 novembre 2021  | 2        | @ Heat de Miami           | 2 mai 2022    |
| Contres                    | 2                | 5 fois                          | 5 fois            | 1        | 7 fois                    | 7 fois        |
| Balles perdues             | 4                | 3 fois                          | 3 fois            | 3        | @ Clippers de Los Angeles | 12 juin 2021  |
| Minutes jouées             | 40               | @ Bucks de Milwaukee            | 17 février 2022   | 25       | Magic d'Orlando           | 20 avril 2024 |

- Double-double : 2
- Triple-double : 0

Dernière mise à jour : 18 janvier 2025

## Vie privée
Niang est le fils de Sidy et Alison Niang. Son père est né et a grandi au Sénégal.